# 土井利貞
土井 利貞（どい としさだ）は、越前国大野藩4代藩主。利房系土井家4代。

## 略歴
寛保元年（1741年）10月7日、第3代藩主・土井利寛の長男として江戸筋違橋の上屋敷で生まれる。しかし側室の坂上氏の間に生まれた庶子であったことから、家老の田村俊似に預けられて養育され、名も田村岩之助と名づけられた。
延享2年（1745年）5月、土井に復姓することを許され、土井千之助と名乗る。12月には土井家の世子に指名された。延享3年（1746年）、父の死去により跡を継いだ。しかし幼年のため、しばらくは田村俊似が補佐を行なった。宝暦5年（1755年）12月、従五位下、能登守に叙任する。
宝暦9年（1759年）に大坂加番となる。藩政においては洪水や凶作、火事が連年のように相次いで財政難に見舞われた。このため、天明3年（1783年）に勝手向御用掛を創設して財政改革を行なうが、厳しい年貢増収を行なったため、天明7年（1787年）6月や寛政元年（1789年）閏6月に百姓一揆が起こって失敗した。また、面谷鉱山の開発も行なったが失敗した。
文化2年（1805年）11月8日、養子の利義に家督を譲って隠居し、文化4年（1807年）11月5日に江戸目白の下屋敷で死去した。享年67。

## 系譜
父母
- 土井利寛（父）
- 授光院 - 坂上氏、側室（母）

正室
- 清光院 - 酒井忠恭の娘

側室
- 真日院
- 富田氏

子女
- 土井利濱（次男）
- お松 - 土井利義室

養子
- 土井利義 - 井伊直幸の十男